# Якунин, Алексей Тимофеевич
Алексе́й Тимофе́евич Яку́нин (5 апреля 1918  — 27 апреля 1945) — советский офицер, Герой Советского Союза (1946, посмертно), участник Великой Отечественной войны в должности заместителя командира 54-го гвардейского кавалерийского полка по политической части 14-й гвардейской кавалерийской дивизии 7-го гвардейского кавалерийского корпуса 1-го Белорусского фронта, гвардии майор.

## Биография
Родился 5 апреля 1918 года в селе Чиганары ныне Ядринского района Чувашии в крестьянской семье. Русский. Окончил сельскохозяйственный техникум по специальности «агроном».
В Красную Армию призван в 1938 году Ядринским райвоенкоматом Чувашской АССР. На втором году срочной службы отличившегося в боевой и политической подготовке воина командование направило в военно-политическое училище, которое он окончил в 1941 году.
На фронте в Великую Отечественную войну с августа 1941 года. Член ВКП(б) с 1941 года. Боевое крещение принял под Москвой в августе 1941 года. Сражался с гитлеровскими оккупантами на Брянском, Воронежском, Юго-Западном, Центральном, Белорусском и 1-м Белорусском фронтах.
Заместитель командира 54-го гвардейского кавалерийского полка по политической части (14-я гвардейская кавалерийская дивизия, 7-й гвардейский кавалерийский корпус, 1-й Белорусский фронт) гвардии майор Алексей Якунин в бою за город Ратенов, расположенный западнее столицы фашистской Германии Берлина, находился в составе эскадрона, который 26-27 апреля 1945 года вёл боевые действия в окружении.
Политработник майор Якунин личным примером воодушевлял бойцов на подвиги, принимал участие в ожесточенных схватках с врагом, в бою лично уничтожил до сорока солдат и офицеров противника.
Под руководством майора Якунина А. Т. эскадрон пробился к своим, но сам отважный заместитель командира полка был смертельно ранен и скончался 27 апреля 1945 года. Похоронен в городе Гожув-Велькопольский (воинское кладбище на улице Вальчака, индивидуальна могила № 105).
Указом Президиума Верховного Совета СССР от 15 мая 1946 года за образцовое выполнение боевых заданий командования на фронте борьбы с немецко-фашистскими захватчиками и проявленные при этом мужество и героизм гвардии майору Якунину Алексею Тимофеевичу посмертно присвоено звание Героя Советского Союза.

## Награды
- медаль «Золотая Звезда» Героя Советского Союза;
- орден Ленина;
- два ордена Красного Знамени;
- орден Отечественной войны I степени;
- орден Отечественной войны II степени;
- орден Красной Звезды;
- медали.

## Память
В селе Балдаево Ядринского района в помещении музея местной школы имеется бюст.